# Юинг, Джеймс Альфред
Сэр Джеймс Альфред Юинг (англ. James Alfred Ewing), (27 марта 1855 — 7 января 1935) — шотландский физик и инженер. Известен своими работами в области магнитных свойств металлов, в частности, открытием явления гистерезиса. Сконструировал сейсмограф, близкий к современному, будучи в Японии, ещё в 1879 году.

## Биография
Родился 27 марта 1855 в Данди, Шотландия. Умер 7 января 1935.
14 мая 1879 года в Токио женился на Анне Марии Томасине Блэкбёрн Вашингтон, которая была потомком Джона Августина Вашингтона, брата первого президента США Джорджа Вашингтона. В 1909 году она умерла, а в 1912 году Юинг женился второй раз, на Эллен, дочери своего старого друга и патрона Джона Хопкинсона. От первого брака у Юинга было два ребёнка.
В Японии Юинг посещал курсы механики и тепловых двигателей, а также изучал электричество и магнетизм. Он выполнил множество исследовательских проектов, связанных с магнетизмом, и ввёл в употребление понятие «гистерезис». Изучение землетрясений помогло ему в кооперации с Томасом Греем и Джоном Милном разработать первый современный сейсмограф.
В 1895 году был награждён золотой медалью Королевского общества за изучение магнитной индукции в железе и других металлах.
Будучи близким другом Чарлза Парсонса, Юинг помогал ему в разработке парового двигателя. В это время Юинг написал книгу «Паровая машина и другие тепловые двигатели». В 1897 году он принял участие в морских испытаниях экспериментального судна Турбиния, развивавшего самую быструю на то время скорость (35 узлов).
В ходе Первой мировой войны, с 1914 по 1917 год, Юинг руководил Комнатой 40, подразделением Британского Адмиралтейства, занимающимся криптоанализом и в первую очередь ответственным за расшифровку перехваченных сообщений немецкого военно-морского флота. На этом посту Юинг добился известности в прессе, когда Комната 40 расшифровала телеграмму Циммермана, что повлекло за собой вступление США в войну с Германией.
В 1924—1929 годах был Президентом Королевского общества Эдинбурга.